# Cratere Terby
Terby  è un cratere sulla superficie di Marte.